# 宝塚ガーデンフィールズ

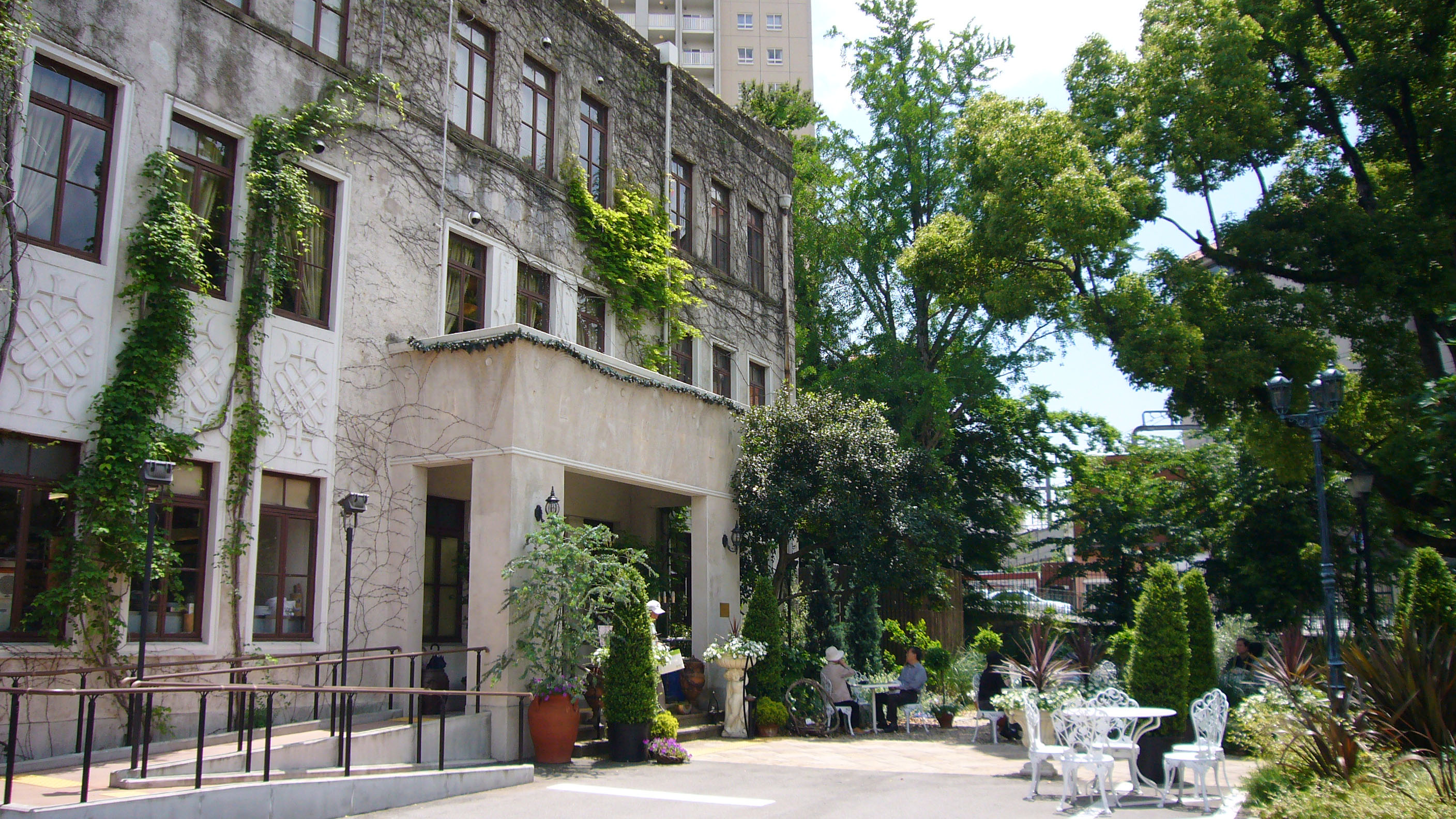
旧宝塚歌劇記念館

宝塚ガーデンフィールズ（たからづかガーデンフィールズ）は、兵庫県宝塚市に2003年から2013年まで存在した阪急電鉄所有の公園である。
宝塚ファミリーランドを2003年4月7日に閉鎖し、その跡地の一部を緑やペットと共に生活するスタイルをコンセプトに挙げて再開発し、同年9月26日に開業した公園である。
本施設は宝塚市立手塚治虫記念館に隣接していた。
しかし初年度から赤字続きで、2012年9月27日、翌2013年12月24日限りでの営業終了が当施設公式サイトで発表され、予定通り同日に営業終了となった。なお、園内にある旧宝塚歌劇記念館で営業していた中国料理レストラン「龍坊」は一足早く2013年4月10日限りで営業を終了している。
跡地利用については、以下のように予定。
- 手塚治虫記念館北側の約9200m2部分（宝塚ファミリーランド時代からの施設である温室などを利用した英国風庭園などがあったエリア） - 宝塚市が購入し、活用策を検討した上で2019年に再オープンの計画[2][3]
- 旧宝塚歌劇記念館跡地 - 宝塚音楽学校や宝塚歌劇団の生徒寮「すみれ寮」を移転新築
- その他の部分 - 阪急電鉄による再開発

2020年8月6日、宝塚市取得部分に「宝塚市立文化芸術センター」がオープンした。

## 周辺情報
- 宝塚大劇場・宝塚バウホール・宝塚音楽学校
- 宝塚市立手塚治虫記念館
- 宝塚ホテル